# Pepper Martin
Pepper Martin (John Leonard Martin) est un joueur de baseball américain (29 février 1904 - 5 mars 1965). Joueur de champ et de troisième but pour les Cardinals de St. Louis, il joua avec eux lors de leurs tentatives infructueuses de remporter les Séries mondiales en 1928, 1931, 1934 et 1944. Sa moyenne au bâton à la fin de carrière se hissa à ,298.